# Droga krajowa B102 (Niemcy)
Droga krajowa 102 (niem. Bundesstraße 102, B 102) – niemiecka droga krajowa przebiegająca  z północnego zachodu na południowy wschód od skrzyżowania z drogą B5 w Bückwitz do Luckau, gdzie krzyżuje się z drogami B87 i B96 w Brandenburgii.

## Miejscowości leżące przy B102
Bückwitz, Neustadt (Dosse), Sieversdorf-Hohenofen, Großderschau, Altgarz, Gollenberg, Rinow, Hohennauen, Albertsheim, Rathenow, Mögelin, Premnitz, Döberitz, Gapel, Havelsee, Fohrde, Brandenburg, Schmerzke, Paterdamm, Rotscherlinde, Golzow, Ragösen, Dippmannsdorf, Lütte, Schwanebeck, Bad Belzig, Preußnitz, Dahnsdorf, Niemegk, Mühlenfleß, Treuenbrietzen, Jüterbog, Hohengörsdorf, Werbig, Nonnendorf, Hohenseefeld, Illmersdorf, Dahme (Mark), Kemlitz, Uckro, Zöllmersdorf, Luckau.